# Rosalind (plaats)
Rosalind is een plaats in de Canadese provincie Alberta en telt 190 inwoners (2006).